# Houtbayana decemnotata
Houtbayana decemnotata är en insektsart som beskrevs av Naudé 1926. Houtbayana decemnotata ingår i släktet Houtbayana och familjen dvärgstritar. Inga underarter finns listade i Catalogue of Life.